# تريفور ويتمان
تريفور ويتمان (بالإنجليزية: Trevor Wittman؛ مواليد 5 مارس 1974) هو مدرب أمريكي للملاكمة وفنون القتال المختلطة.

## وصلات خارجية
- تريفور ويتمان على موقع IMDb (الإنجليزية)